# Nîmes Olympique
Nîmes Olympique je francouzský fotbalový klub z Nîmes, který působí v Ligue 2. Klub byl založen v roce 1937 reformováním klubu SC Nimes založeného v roce 1901, za který v sezóně hráli 1934/35 Josef Silný a Vilém Červený. Svoje domácí utkání hraje na stadionu Stade des Costières s kapacitou 18 482 diváků. Klubové barvy jsou červená a bílá.

## Historie
Sportovní klub Nimoy (SCN) založil v roce 1901 Henri Monnier, který se jako 21letý právě vrátil z dvouleté cesty do Anglie. Rozhodl se založit nový tým v Nîmes, jeho domovském městě. Tým byl původně určen pouze pro mladé protestantů.
V roce 1908 hrál SCN FC Sète o titul „šampionů v Languedocu“. Zvítězil Nîmes, který se kvalifikoval do závěrečné fáze francouzského šampionátu, který v 1. kole podlehl Marseille. Klub pozastavil činnost z důvodu první světové války. Po skončení války obnovila svou činnost 15. dubna 1919. V roce 1922 se SCN spojila s dalším klubem z Nîmes, FA Nimoy, a staly se tak jedním klubem.
Nový tým, ještě pod jménem Sporting Club Nimoy, se v roce 1925 umístil na druhém místě v šampionátu jihovýchod. V roce 1927 si les Nimoy vybojoval místo na nejvyšším šampionátu, tehdy známém jako Division d'Honneur.
V říjnu 1931 slavnostně otevřel tehdejší prezident Francouzské republiky Gaston Doumergue stadion Jean Bouin. Pro finanční problémy SCN v roce 1937 zrušily své profesionální aktivity. Na základě úsilí místních podnikatelů se klub přestěhoval do čtvrti Lozère-Gard v Nîmes a byl reformovaný jako Nîmes Olympique. Tým se 15. února 1989 přestěhoval do Stade des Costières. První ligový zápas na stadionu se konal 4. března 1989 proti Montceau v zápase Ligue 2 a zúčastnilo se ho 3 647 diváků. Rekordní účast byla dosud 25 051, která byla zaznamenána v sezóně 1991–92, v zápase Ligue 1 proti Marseille.
V prosinci 1991, během zápasu za Nîmes, Eric Cantona hodil míč na rozhodčího, protože ho jedno z jeho rozhodnutí rozzlobilo. Byl předvolán na disciplinární řízení proti Francouzské fotbalové federaci a dostal zákaz činnosti na jeden měsíc. Cantona odpověděl tak, že podešel ke každému členovi výboru a nazval jej hlupákem. Jeho trest se tak zvýšil na dva měsíce a Cantona následně 16. prosince 1991 oznámil svůj odchod z mezinárodního fotbalu.
V letech 1995–96 se Nîmes dostal do finále Francouzského poháru a v následujícím roce jim to umožnilo účast v Poháru vítězů pohárů UEFA. V září 1996, v 32. kole, zvítězil Nîmes nad Budapešť Honvéd (4:1), v dalším kole prohrál s AIK Stockholm (2:2).
5. května 2018 si Nimes zajistil postup zpět do Ligue 1 poprvé od sezóny 1992–93 poté, co v Ligue 2 skončil druhý. Také v sezóně 2018–19 se Nimes těšil ze šťastného návratu do Ligue 1 a skončil na 9. místě tabulky. V zkrácené sezoně 2019–20 skončil tým na 18. místě a těsně se vyhnul vypadnutí. Do sezóny 2020/21 Nîmes vstupovalo vysokou výhrou 4:0 proti Stade Brestois, další zápasy však už formu nepotvrdily a 20 kolech na se tak nacházely na posledním místě.

## Logo
Nîmes Olympique má klubový emblém ve tvaru erbu celý v červené barvě. Nahoře je napsáno červeně na bílém poli NIMES, pod ním je bílý text OLYMPIQUE. Pod tímto textem se nachází bílý krokodýl s míčem v tlamě. Kvůli němu má klub přezdívku Les crocodiles (krokodýli).